# Fernando Ramírez Vásquez
Héctor Fernando Ramírez Vásquez (Soacha, 10 de agosto de 1952) es un político colombiano, alcalde de varios municipios de Cundinamarca. Es hermano del también exalcalde Jorge Enrique Ramírez Vásquez.

## Biografía
Economista de la Universidad Externado de Colombia, ha realizado numerosos cursos de actualización en gestión pública, administración departamental y municipal. En su paso por la Universidad Abierta de Cataluña se especializó en poblaciones urbanas y políticas sociales.
Fue consultor, senador de la República, secretario de Hacienda de Cundinamarca, representante a la Cámara por Cundinamarca, secretario de Educación de Cundinamarca, director INTRA Regional Bogotá-Cundinamarca,  concejal de Soacha (1982-1986), jefe de planeación y promoción en la Secretaría de Educación del departamento, alcalde de Gachancipá (1983) y de Silvania (1984) y secretario del Concejo Municipal de Soacha.

### Alcalde de Soacha
Inicialmente fue alcalde por designación en 1987 y luego se postuló para el mismo cargo en 1988. A los siete meses de haber sido elegido, autorizó la entrega de más de 13 millones de pesos en carácter de auxilios a cuatro fondos educativos, que no existían siquiera en ese momento. Tampoco pudo explicar el origen de los cinco millones de pesos en que aumentó su patrimonio. Por esos motivos el 14 de enero de 1994 la Procuraduría Tercera Delegada para la Vigilancia Administrativa dio a conocer su fallo y ordenó destituirlo del cargo de alcalde.

### Secuestro y posteriores postulaciones
En julio de 1994 asumió como representante a la Cámara, pero en noviembre el Consejo de Estado anuló su elección porque estaba inhabilitado por haber cometido ilícito contra la administración pública.
Entre 1996 a 1999, fue secuestrado por el frente 53 de las FARC por órdenes de Henry Castellanos Garzón alias Romaña al ser sacado de un restaurante en el municipio, al cual su hermano Jaime Alberto intentó un arreglo negociado y terminó junto a él cautivo.
Se lanzó nuevamente a la Alcaldía de Soacha en 2011 con el aval de los partidos Cambio Radical y Conservador. Obtuvo un total de 16.502 votos ocupando la segunda posición.
En 2015 compitió por una curul para la Asamblea Departamental de Cundinamarca. Obtuvo 10.740 votos, 4.693 de ellos en Soacha, quedando en el séptimo lugar en la lista del Partido de la U.